# Rhyssemus alluaudi
Rhyssemus alluaudi är en skalbaggsart som beskrevs av Clouet 1901. Rhyssemus alluaudi ingår i släktet Rhyssemus och familjen Aphodiidae. Inga underarter finns listade i Catalogue of Life.